# Ludolf von Uslar
Ludolf Wedekind von Uslar (von Usslar) (* 3. Januar 1867 in Nützen; † 28. Juli 1939 in Hamburg) war ein deutscher Marineoffizier, zuletzt Vizeadmiral.

## Leben

### Herkunft
Er entstammte einer Nebenlinie des niedersächsischen Adelsgeschlecht derer von Uslar. Durch Allerhöchste Kabinettsorder vom 15. August 1908 mit Diplom vom 13. November 1908 wurde für die in Preußen lebenden Nachfahren seines gleichnamigen Großvaters Ludolf von Uslar (1787–1862) als Schreibweise des Nachnamens „von Usslar“ festgelegt.

### Militärkarriere
Uslar trat am 11. April 1885 als Kadett in die Kaiserliche Marine ein und absolvierte seine Grundausbildung auf dem Schulschiff Niobe. Anschließend besuchte Uslar vom 4. Oktober 1885 bis 7. April 1886 die Marineschule. Für drei Wochen absolvierte er dann Spezialkurse und wurde zwischenzeitlich am 13. April 1886 zum Seekadett ernannt. Zur weiteren Ausbildung versah er Dienst auf den Kreuzerfregatten Prinz Adalbert und Gneisenau. Während eines vom 31. März bis 27. Mai 1888 dauernden Lehrganges wurde Uslar am 18. Mai 1888 zum Unterleutnant zur See befördert, dann auf das Panzerschiff Württemberg versetzt und war dann letztmals bis 30. September 1889 an der Marineschule. Er kam dann als Kompanieoffizier zur II. Torpedo-Abteilung und wurde hier zugleich auf dem Torpedodivisionsboot D 5 als Wachoffizier eingesetzt. In gleicher Funktion war Uslar dann auf dem Panzerschiff Preußen tätig, ehe er im Februar 1891 die Ausreise nach Shanghai antrat. Hier war Uslar bis Mitte Juni 1883 als Wachoffizier auf dem zum Ostasiengeschwader gehörenden Kanonenboot Iltis und wurde zwischenzeitlich am 16. Juni 1891 zum Leutnant zur See befördert. Als solcher kehrte er dann auf dem Dampfer Neckar Anfang August 1893 in die Heimat zurück und wurde zunächst zur Verfügung der Kaiserlichen Werft Wilhelmshaven gestellt. Vom 1. Oktober 1893 bis 30. September 1895 versah er dann dort Dienst als Adjutant.
1907 bis 1910 war er, ab 16. Oktober 1909 Kapitän zur See, als Chef der Sektion für Mobilmachungsangelegenheiten im Allgemeinen Marinedepartement des Reichsmarineamtes tätig. Von September 1910 bis Juni 1912 wurde Uslar Kommandant des Großen Kreuzers Gneisenau. Von Oktober 1912 bis August 1915 war er Kommandant der Nassau. Anschließend war er bis Dezember 1917 als Chef des Stabes der Aufklärungsstreitkräfte der Ostsee eingesetzt. Am 27. Januar 1916 erfolgte seine Beförderung zum Konteradmiral. Für zwei Monate war er Befehlshaber der Aufklärungsstreitkräfte der Ostsee.
Als Nachfolger von Vizeadmiral Alfred Begas war er ab 17. Februar 1918 Befehlshaber der Marineanlagen in Kurland geworden. Zusätzlich übernahm er ab 2. Mai 1918 nebendienstlich von Konteradmiral Hugo Meurer die Führung des Sonderverband der Ostsee. Am 1. Juni 1918 wurde Konteradmiral Uslar Befehlshaber über den neu eingerichteten Befehlshaber der Baltischen Gewässer, welcher aus dem aufgelösten Sonderverband der Ostsee aufgestellt worden war.
Nach Kriegsende stand Uslar vom 20. November 1918 bis 7. April 1919 zur Verfügung des Chefs der Marinestation der Ostsee und wurde anschließend zur Disposition gestellt. Vom 1. Juni 1919 bis 30. Juni 1933 fungierte er dann als Reichskommissar bei Seeamt Hamburg und erhielt am 4. September 1919 den Charakter als Vizeadmiral. Das Patent zu diesem Dienstgrad verlieh man Uslar am 21. Juni 1920.

### Familie
Uslar verheiratete sich 1900 mit Erna von Monbart (1871–1962), verwitwete Ruscombe. Sie war eine Schwester von Helene Keßler. Familie von Uslar hatte eine Tochter und zwei Söhne.

## Auszeichnungen
- Kronenorden II. Klasse[5]
- Preußisches Dienstauszeichnungskreuz[5]
- Ritter des Silbernen Kreuzes des Erlöser-Ordens[5]
- Ritter des Ordens der Heiligen Mauritius und Lazarus[5]
- Russischer Orden der Heiligen Anna III. Klasse[5]
- Roter Adlerorden II. Klasse mit Eichenlaub und Schwertern[6]
- Eisernes Kreuz (1914) II. und I. Klasse[6]
- Hanseatenkreuz Bremen[6]
- Hanseatenkreuz Hamburg[6]
- Hanseatenkreuz Lübeck[6]
- Mecklenburgisches Militärverdienstkreuz II. Klasse[6]